# Agata Perenc
Agata Perenc (ur. 19 marca 1990 w Rybniku) – polska judoczka startująca w kategorii 52 kg. Dwukrotna mistrzyni Polski seniorów oraz młodzieżowców.

## Życiorys
W grudniu 1999 roku rozpoczęła treningi w klubie KS „Polonia” Rybnik. Jej trenerem klubowym jest Artur Kejza, zaś trenerem kadry jest srebrna medalistka z igrzysk olimpijskich w Atlancie w 1996 Aneta Szczepańska. W 2009 roku ukończyła I Liceum Ogólnokształcące im. Powstańców Śląskich w Rybniku, następnie rozpoczęła studia licencjackie na Śląskim Uniwersytecie Medycznym w Katowicach na Wydziale Zdrowia Publicznego w Bytomiu o specjalności dietetyka, które ukończyła w roku 2013, po czym rozpoczęła studia II stopnia na tej samej uczelni o tej samej specjalności. W 2013 roku przed mistrzostwami świata w Rio doznała kontuzji zerwania więzadła przedniego krzyżowego w lewym kolanie co uniemożliwiło jej start w tych zawodach.

### Sukcesy międzynarodowe
W 2011 roku zdobyła brązowy medal w drużynie na uniwersjadzie w Shenzhen, zaś w 2013 srebrny medal w Kazaniu również w drużynie. W 2012 roku zajęła 5. miejsce w turnieju Grand Slam w Tokio. W 2015 roku dwukrotnie zdobyła brązowy medal na zawodach z cyklu Grand Prix kolejno w Samson i Zagrzebiu w kategorii 52 kg. W 2017 zdobyła srebro w zawodach Grand Prix w Taszkencie. Rok później, w tych samych zawodach, zajęła trzecie miejsce

### Mistrzostwa Polski
W 2010 roku została mistrzynią Polski w dwóch kategoriach wiekowych (młodzieży i seniorach) w kategorii 57 kg. W 2011 roku obroniła tytuł mistrza Polski młodzieży w tej samej kategorii wagowej i została wicemistrzynią Polski seniorów po porażce w finale z Małgorzatą Bielak. Rok 2012 przyniósł jej złoty medal mistrzostw Polski seniorów w kategorii 57 kg, zaś w latach 2014 oraz 2015 po zmianie kategorii wagowej do 52 kg została wicemistrzynią Polski seniorów po porażkach w finale z Karoliną Pieńkowską.

## Działalność społeczna
Jest ambasadorką kampanii „Jasna Strona Mocy” promującej dietę wegańską wśród sportowców.